# Андре Фрей
Андре Фрей (фр. André Frey, 5 листопада 1919, Россланж — 18 грудня 2002, Ніцца) — французький футболіст, що грав на позиції захисника за «Мец», «Тулузу» та національну збірну Франції.
Його онуки Себастьян та Ніколя також були професійними футболістами.

## Клубна кар'єра
У дорослому футболі дебютував 1939 року виступами за команду «Мец», в якій протягом сезону взяв участь у 7 матчах чемпіонату. 
Під час німецької окупації Франції (1940—1944) грав за «Тулузу». У її складі вигравав першість Франції воєнного часу 1942/43, яка до статистики чемпіонатів Франції не зараховується.
Протягом 1944—1945 років знову грав за «Мец», після чого повернувся до «Тулузи», за яку відіграв заключні шість сезонів своєї кар'єри.

## Виступи за збірну
1944 року дебютував в офіційних матчах у складі національної збірної Франції.
Загалом протягом наступних семи років провів у її формі 6 матчів.
Помер 18 грудня 2002 року на 84-му році життя вНіцці.

## Титули і досягнення
- Чемпіон Франції (1):

«Тулуза»: чемпіонат воєнного часу 1942-1943